# 古氏新魟
古氏新魟（學名：Neotrygon kuhlii），異名古氏魟（学名：Dasyatis kuhlii），又稱古氏土魟，俗名魴仔魚，为魟科新魟屬的鱼类。分布于印度洋-太平洋海域。该物种的模式产地在所罗门群岛瓦尼科羅島、新几内亚與印度。

## 分布
古氏新魟分布于印度洋-太平洋海域，西起紅海和東非，東至薩摩亞和東加，北至日本，南至澳洲。

## 棲息深度
古氏新魟的棲息深度為8至50米。

## 特徵
古氏新魟魚體盤菱形，尾部腹面具皮摺，背面有稜脊。噴水孔狹小，呈S形。吻短，口腔底乳突2枚；體盤背中線由眼至尾棘有一縱列小棘；吻前緣肥厚。背面褐色，具有不規則青色斑塊，頭的前部在兩眼前後區域，具有一顯著暗色橫條，其中間具有一狹小淺色橫紋，鰭腳扁長，後部尖突。尾較短，具2根棘刺，體長可達70公分。

## 棲所生態
古氏新魟為暖海底棲魚類，有時在夏季北移，入冬又回到暖海，活動力差，常蟄伏於沙泥底，伺機捕食小型魚類、甲殼類、無脊椎動物等為食。尾部具毒棘，易傷人。